# 北浪貴裕
北浪 貴裕（きたなみ たかひろ、1967年（昭和42年）3月30日 - ）はシテ方観世流の能楽師で、重要無形文化財総合認定保持者である。

## 概説
1967年（昭和42年）、能楽師北浪昭雄の長男として東京・下北沢に生まれる。父に師事し、1973年（昭和48年）に初舞台。その後、一旦は舞台からを離れるが、1990年（平成2年）成蹊大学法学部卒業後、本格的に能の修行を始める。観世流職分岡久広に師事し、1996年（平成8年）に、能『経正』にて初シテ。2000年（平成12年）に独立。
一般社団法人観世会（観世宗家主宰の会）及び公益社団法人銕仙会（観世分家銕之丞家主宰の会）にて活動、古典能のみならず新作能にも少なからず出演し、海外公演にも参加している。
2008年（平成20年）に自身の演能の会「播の会」、2016年（平成28年）には同人会「花乃公案」を立ち上げ、芸の向上を図る一方、一般向けに謡曲仕舞を指導し能の普及に努めている。

## 脚註